# Fin de siècle (film)
Pour les articles homonymes, voir Fin de siècle (homonymie).
Pour plus de détails, voir Fiche technique et Distribution.
Fin de siècle (Fin de siglo) est un film argentin réalisé par Lucio Castro, sorti en 2019.

## Synopsis
Ce premier long-métrage de Julio Castro est comme un plaidoyer pour laisser une place à la fantaisie et au jeu dans le couple - ici homosexuel masculin, mais cela vaut sans doute pour tous les cas de figure. Nous sommes amenés graduellement à découvrir ce qui fait tenir solidement, dans la tendresse et l’amour - physique inclus - un couple pendant vingt ans. Ocho (Juan Barberini) et Javi (Ramon Pujol) se rencontrent à Barcelone en 2019, pour la première fois semble-t-il. Ils se racontent leurs vies : Ocho est marié depuis vingt ans avec un homme et vit à New York, Javi lui vit à Berlin aussi avec un homme et depuis trois ans ils sont pères d’une petite fille. Au fil de leur discussion, ils se prennent à penser qu’ils se sont déjà connus, et de fait le film nous montre les circonstances de leur première vraie rencontre, à Barcelone en 1999 - il y a donc vingt ans également, en fin de siècle - chez leur amie Sonia (Mía Maestro), alors compagne de Javi. Javi prépare justement un film sur le changement de millénaire, film qui n’avance pas et qu’il finira par ne pas terminer. Alors que Sonia est partie pour quelques jours, Javi soigne Ocho malade, lui fait visiter Barcelone, puis à la suite d’une soirée très arrosée les deux nouveaux amis se livrent à une danse effrénée qui débouche sur le sexe. Le lendemain, la chambre d’Ocho est vide. A la page ouverte d’un livre négligemment posé sur le lit, Javi lit une phrase sur le désir de l’auteur de vivre continuellement en transition, sans arriver à destination, et dans la liberté. On se retrouve en 2019, et là on devine peu à peu, par une série de clins d’œil, que depuis leur vraie rencontre initiale à Barcelone en 1999, Ocho et Javi ne se sont jamais quittés, qu’ils sont mariés et pères de leur fille, née avec la complicité de Sonia qui a donné les ovules nécessaires à la fécondation, et qu’ils n’ont sans doute jamais quitté Barcelone, d’ailleurs omniprésente.  Mais voilà, Ocho affecte de vivre une vie différente, celle qu’il avait exposée à Javi lors de leurs prétendues premières retrouvailles. Il a vécu à New York, pendant vingt ans, avec un autre homme - ou une femme ? Javi l’écoute avec amusement. D’ailleurs, lors de leurs prétendues retrouvailles Javi avait lui aussi joué un rôle : il disait vivre chez ses parents, non loin de l’appartement d’Ocho, et feignait aussi de ne pas le connaître. Ainsi, tous deux ont réussi à maintenir, par ces fictions assumées, un sentiment de liberté, de vie en transition, sans jamais atteindre une quelconque destination, qui serait forcément décevante. Les tâches quotidiennes seules - trier les vêtements qu’on ne met plus pour les donner, nourrir et promener la petite fille, un rendez-vous le lendemain de bonne heure à l’école… - nous rappellent que cette liberté n’est pas totale. Un tel film n’aurait sans doute pas été possible sans les excellents acteurs que sont Juan Barberini et Ramon Pujol, qui assument avec beaucoup de justesse leur personnage, l’un très imaginatif, anxieux et même parfois un peu étrange, l’autre plus sensé, plus raisonnable, et surtout plein de tolérance et de bienveillance.

## Fiche technique
- Titre : Fin de siècle
- Titre original : Fin de siglo
- Réalisation : Lucio Castro
- Scénario : Lucio Castro
- Musique : Robert Lombardo
- Photographie : Bernat Mestres
- Montage : Lucio Castro
- Production : Joanna Lee et Josh Wood
- Société de distribution : The Cinema Guild (États-Unis)
- Pays :  Argentine
- Genre : Drame
- Durée : 84 minutes
- Dates de sortie : 
  -  États-Unis : 16 août 2019
  -  Argentine : 6 février 2020

## Distribution
- Juan Barberini : Ocho
- Ramon Pujol : Javi
- Mía Maestro : Sonia
- Helen Celia Castro-Wood : Oona

## Accueil
Ce film à la temporalité déroutante a reçu un accueil très favorable de la critique. Il obtient un score moyen de 80 % sur Metacritic. Il a été reçu en sélection officielle aux festivals Chéries Chéris et Face à Face.